# 야쓰카정 (사이타마현)
야쓰카정(谷塚町)은 사이타마현 기타아다치군에 존재했던 정이다.  현재의 소카시에 해당한다.

## 지리
- 사이타마현 기타아다치 지역의 남동쪽 끝에 위치하며, 남쪽은 도쿄도와 접해 있다.
- 구 시가지의 대부분이 저지대에 위치하고 있으며, 거의 전 지역이 해발 2~4m 사이에 위치한다.
- 에도 시대 이후 구 야스카정 지역의 중앙부를 닛코 가도가 남북으로 관통하고 있다. 또한, 이와 병행하여 도부 철도 이세사키선도 지나고 있으며, 옛 마을 지역 내에 다니즈카역이 설치되어 있다.
- 현재의 소카시의 남동부에 해당한다.

## 역사

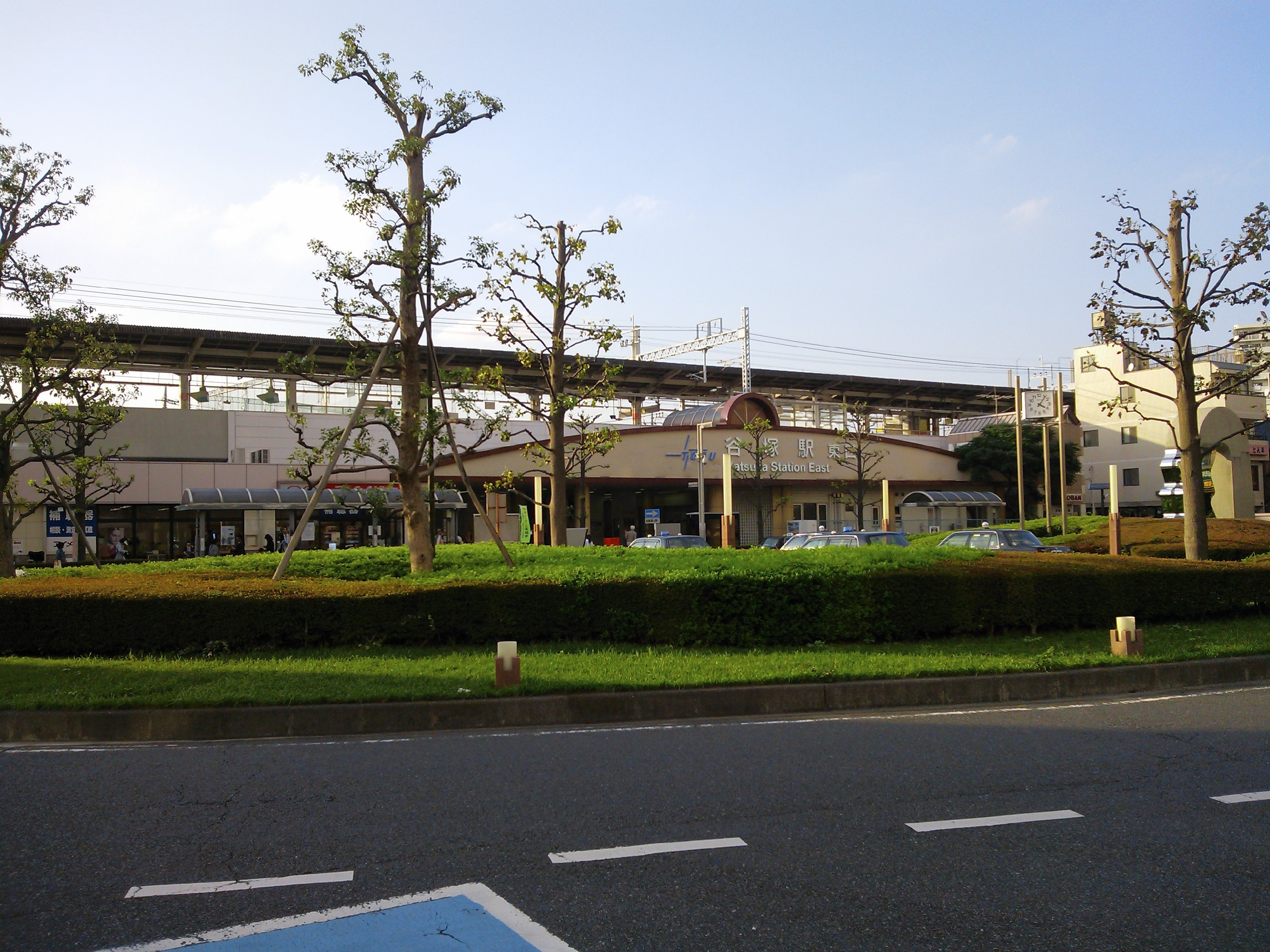
현재의 야쓰카역앞

- 1889년 4월 1일 - 정촌제 시행에 평행해 기타아다치군 야쓰카촌이 성립하였다.
- 1925년 10월 1일 - 야쓰카역이 개업하였다.
- 1940년 11월 23일 - 야쓰카촌이 정으로 승격해 야쓰카정이 되었다.
- 1955년 1월 1일 - 야쓰카정은 북쪽의 소카정, 신덴촌과 신설합병해 새로운 소카정이 되어, 소멸하였다.